# Youri Voronov
Youri Nikolaïevitch Voronov (en russe : Юрий Николаевич Воронов), né le 1er juin 1874 à Tiflis et mort le 10 décembre 1931 à Léningrad, est un botaniste russe et soviétique. Il était spécialiste de la flore du Caucase. Son abréviation scientifique s'écrit « Woronow » car basée sur la graphie allemande en usage chez les scientifiques à l'époque.

## Biographie
Voronov est issu d'une famille de la petite noblesse. Il passe ses jeunes années à Tiflis et au village de Tsebelda (dans l'actuelle Abkhazie). Il termine ses études secondaires au lycée de Koutaïs, puis entre à l'université de Nouvelle-Russie et ensuite à l'académie d'agriculture de Moscou. Il étudie ensuite en France à l'école d'agronomie de Montpellier, puis à Saint-Pétersbourg. Il est employé au jardin botanique de l'université de Saint-Pétersbourg et prend part à des expéditions aux monts Saïan et en Mongolie occidentale.
Une période fructueuse de sa carrière se déroule à Tiflis, où il est conservateur du jardin botanique et enseigne à l'école polytechnique. Il fait partie des fondateurs de la société d'agriculture de Soukhoum et dirige le musée du Caucase.
Il a décrit plus de 150 espèces du Caucase qu'il a parcouru tout au long de sa vie.
Après la révolution d'Octobre, il est nommé à l'herbier du Caucase du jardin botanique principal de la RSFS de Russie et dirige le département subtropical de l'actuel institut Vavilov.
Il est le premier Soviétique à diriger une expédition botanique dans divers États d'Amérique latine (Mexique, Cuba, Panama, Colombie, Venezuela), ainsi qu'au sud des États-Unis.

## Hommages

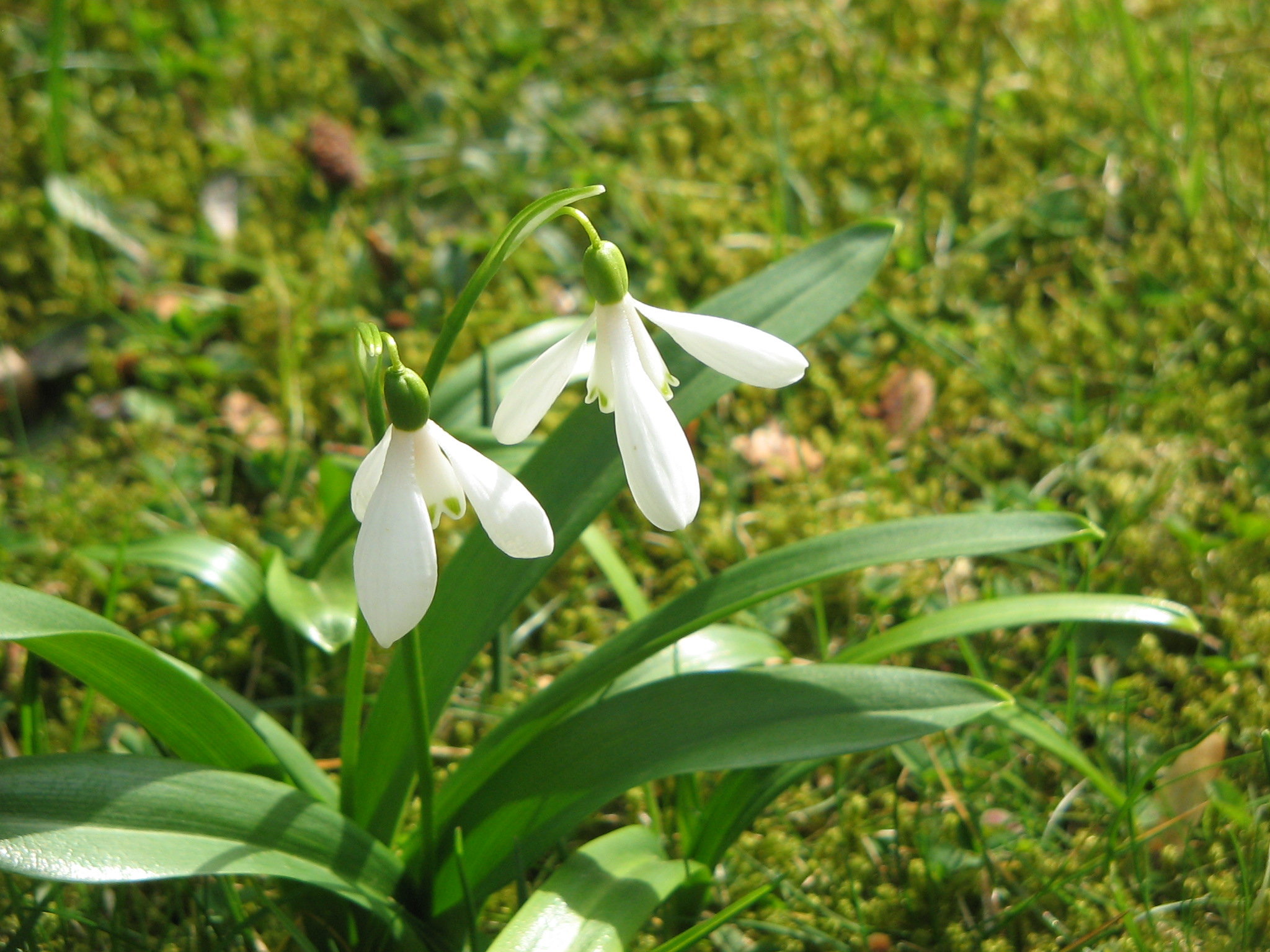
Perce-neige nommé en son honneur Galanthus woronowii

Parmi les 83 espèces baptisées de son nom :
- (Alliaceae) Allium woronowii Miscz. ex Grossh.[1]
- (Amaryllidaceae) Galanthus woronowii Losinsk.[2]
- (Apiaceae) Bupleurum woronowii Manden.[3]
- (Apiaceae) Eryngium woronowii Bordz.[4]

## Source
- (ru) Cet article est partiellement ou en totalité issu de l’article de Wikipédia en russe intitulé « Воронов, Юрий Николаевич (ботаник) » (voir la liste des auteurs).

Woronow est l’abréviation botanique standard de Youri Voronov.
Consulter la liste des abréviations d'auteur en botanique ou la liste des plantes assignées à cet auteur par l'IPNI, la liste des champignons assignés par MycoBank, la liste des algues assignées par l'AlgaeBase et la liste des fossiles assignés à cet auteur par l'IFPNI.